# Malaconothrus ramensis
Malaconothrus ramensis är en kvalsterart som beskrevs av Hammer 1966. Malaconothrus ramensis ingår i släktet Malaconothrus och familjen Malaconothridae. Inga underarter finns listade i Catalogue of Life.